# Kinnikuman
Kinnikuman (キン肉マン lit. Hombre músculo?) es una serie de manga escrita e ilustrada por Yudetamago. Consta de 56 tomos y posteriormente fue adaptada a un anime de 137 capítulos que aparecieron a principios de los años 1980 en Japón. El anime fue emitido en España por Canal 33 y Canal 9 con el nombre de Musculman (solo en doblaje catalán y valenciano, nunca se hizo un doblaje al castellano para el resto de España) durante los años noventa, mientras que en la misma época se emitió en Hispanoamérica con el nombre de Kinnikuman: El hombre músculo. Cabe señalar que solo se doblaron los primeros 52 episodios. El anime original de 1983 a 1986 no incluyó la última saga de la historia, la lucha por el trono del planeta Kinniku. En el segundo anime, Kinnikuman: Kinniku-Sei Ōi Sōdatsuhen (キン肉マン・キン肉星王位争奪編 Kinnikuman: Lucha por el Trono?) ya se incluía el final de la historia. No obstante, dicha parte no fue emitida en España.

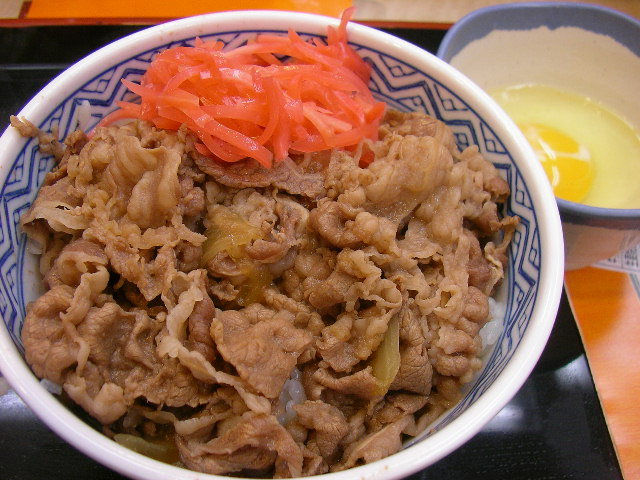
Gyūdon

A partir de noviembre de 2006 hasta junio de 2008 la editorial Glénat comenzó a publicar en catalán el manga en el que está basado el anime. La secuela de esta serie es Kinnikuman Nisei cuyo protagonista es Mantarou, hijo de Kinnikuman.
Los autores del manga Yoshinori Nakai y Takashi Shimada utilizaron el seudónimo de Yudetamago para publicar esta obra escrita como parodia de Ultraman y de la lucha libre en general.
Los héroes y villanos de Kinnikuman son conocidos en su versión original como Choujins, que se traduce literalmente como Superhéroes. Muchos personajes que aparecen en la serie fueron bocetos enviados por fanes (Robin Mask), mientras que otros son parodias de superhéroes populares japoneses, luchadores profesionales o monstruos basados en cosas tan absurdas como una cabina de teléfono o un urinario.
Una nueva adaptación de la serie de televisión de anime producida por Production I.G, basada en el manga revival de 2011 y que celebra el 40 aniversario de la serie de televisión de anime original, se estrenó en julio de 2024 en el bloque de programación Agaru Anime de CBC y TBS. Una segunda temporada del anime se estrenó el 12 de enero de 2025.

## Argumento
La historia nos narra, en clave de humor, las aventuras de Musculman/Kinnikuman, cuyo verdadero nombre es Suguru. Se trata de un estrafalario superhéroe, un príncipe venido del planeta Músculo (Kinniku), al que su padre arrojó desde allí en una bolsa de basura confundiéndolo con un cerdo. Es quizá el luchador más poderoso pero, continuamente, sus disparatadas ideas le hacen pasar un mal rato. Practica la lucha libre y adora el Gyuudon (estofado de carne en la versión hispana). El ajo le otorga una fuerza mágica, en parte obtenida por los gases que le produce. Lleva una máscara desde que nació, ya que según la tradición de su planeta, si alguien ve su verdadero rostro debe suicidarse para compensar la humillación. Lo acompaña su fiel compañero Meat, el cual le apoya para enfrentase a lo largo de toda la historia en brutales batallas con los más alocados y poderosos enemigos en combates de la lucha libre.
En un principio, Kinnikuman es el encargado de combatir a los monstruos que invaden la Tierra cuando todos los demás superhéroes están ocupados. Conforme avanza la historia el argumento se centra exclusivamente en los combates a muerte de lucha libre entre los superhéroes de la justicia y los malvados, hasta que finalmente Sugurú demuestra ser digno de heredar el trono de su padre.

### Sagas
Cazadores de Monstruos (#1-27)
Kinnikuman defiende la Tierra a su manera de los monstruos liderados por Kinkotsuman. Aquí se dan a conocer personajes importantes como Terryman y Meat.
La 20.ª Edición de las Olimpiadas de Superhéroes (#28-51)
Superhéroes de todo el mundo compiten por ser el número uno. Kinnikuman, como representante de Japón, se las verá con brutales superhéroes para tratar de arrebatarle el título al campeón vigente, Robin Mask de Inglaterra.
Tour Americano (#52-79)
Kinnikuman debe defender el cinturón de campeón por todo el mundo. En Hawái conoce a Prince Kamehame, quien se convertirá en su instructor, mientras que Robin Mask buscará desesperadamente recobrar el cinturón que le acredite como el número uno. Kinnkikuman y Terryman participan en un torneo por parejas con el nombre de "Las Ametralladoras". En el anime no se incluye el torneo por equipos y la gira de Kinnikuman se extiende al mundo entero.
Cazadores de Monstruos II (#80-89)
Kinnikuman regresa junto a Meat a Japón tras haber defendido el título. La tranquilidad dura poco ya que deberán defendar el planeta Músculo de las tribus Horumon y Barbacoa, y el planeta Rakka de los Samuarias Espaciales. Éste arco introduce a Brocken Jr. y a Bibinba.
La 21.ª Edición de las Olimpiadas de Superhéroes (#90-121)
Tras haber sido despojado de su cinturón, Kinnikuman deberá volver a participar en las olimpiadas para revalidar su título y recobrar el preciado trofeo. Allí se las verá con Wolfman (Rikishiman en el anime), otro superhéroe japonés experto en sumo, y con Warsman, un superhéroe mitad máquina representante de la Unión Soviética.
Los Siete Superhéroes Malvados (#122-159)
En el espacio, siete superhéroes malvados consiguen liberarse de su prisión. Usando a Meat como rehén pretenden enfrentarse al campeón de la Tierra, Kinnikuman. Meat es separado en siete partes, con la que cada personaje malvado se adueña de una pieza. La condición para salvarlo era de una pelea por día, contra cada uno de ellos. La primera pelea de Kinnikuman es contra Stereo Cassete King, un estilo de "grabadora" que posee distintas cintas de los otros superhéroes, utilizando sus poderes. Black Hole, el superhéroe de la cuarta dimensión viene después, traga a Kinnikuman y se enfrenta la colisión Black Hole vs White Hole. Es vencido al igual que Stereo Cassete King. Kinnikuman, al estar malherido, no puede luchar. Es aquí cuando el equipo de Chojin (superhéroes) se disponen a ayudar a su amigo Suguru.
Las peleas son las siguientes:
-Rikishiman (Wolfman) vs Springman: Rikishiman es derrotado fácilmente.
- Robin Mask vs Atlantis: Robin en un principio es capaz de derrotar a Atlantis; sin embargo, este tira la pieza de Meat al agua, con lo que Robin se arroja y es atacado traicioneramente, logrando la segunda victoria de los SuperHéroes Diabólicos.
- Brocken Jr. vs Mr. Kamen: En una dura pelea, Brocken es hecho momia por Mr. Kamen, y cuando iba a finalizar la pelea con su técnica, aparece un extraño personaje que tira una bomba de humo (Mongolman), que derrota a Kamen y logra la victoria de Brocken Jr.
- Warsman vs Buffaloman: Warsman hace todo lo posible, ocupando incluso el Kajiba no Kuso Djikara (poder de Kinnikuman), pero solo logra romperle un cuerno a Buffaloman. Tercera victoria para los malvados.
- Terryman vs The Mountain: Terryman logra derrotar a Mountain, y con el peso de este el ring se desmorona. Se da a Terryman por muerto, pero logra sobrevivir y es la segunda victoria para los superhéroes del bien.
Con Kinnikuman ya recuperado, y las dos nuevas partes recuperadas, deja un total de tres malvados. Atlantis es derrotado con el Tower Bridge (ataque de Robin) en el anime y con el Kinniku Buster en el manga.
Al finalizar la pelea, Kinnikuman es atacado por Mongolman, y queda inconsciente.
El último día, Kinnikuman se tendrá que enfrentar contra los dos malvados restantes (Springman y Buffaloman). Tras una discusión, pelean en parejas, Suguru y Mongolman vs Buffaloman y Springman.
Mongolman derrota a Springman fácilmente. Suguru después de una dura batalla hace lo mismo, sin antes haber sufrido con el Kinniku Buster forma 9 de Buffaloman, y su forma poseída con 10.000.000 de poder.
Buffaloman finalmente se va arrepintiéndose, y Meat vuelve a la normalidad.
La Máscara de Oro (#160-208)
La Máscara de Oro, símbolo de la paz de la tribu Kinniku, ha sido robada. Kinnikuman y los demás superhéroes deberán derrotar a los Caballeros del Diablo para encontrar la auténtica máscara de oro. Finalmente, Akuma Shogun, el propio dios de la máscara de oro, aparecerá para terminar una vieja rencilla con su hermano de la máscara de plata.
Torneo por Parejas de Superhéroes de Ensueño (#209-273)
Cuando se efectúa un torneo por parejas para decidir cual es el equipo más fuerte del mundo, los Caballeros del Diablo supervivientes (Ashuraman y Sunshine) roban el poder de la amistad de los superhéroes de la justicia. Kinnikuman participará junto a Kinnikuman Great (en un principio su mentor Prince Kamehame) para recobrar la amistad y así poder hacer frente a los poderosos Superhéroes Perfectos, liderados por Neptuneman y Big The Budô.
Superhéroes Psícópatas (solo anime)
Durante el vuelo espacial de celebración de la victoria en el torneo por parejas, Mari es secuestrada por Gunshi Yama Khan, líder de los Superhéroes Psicópatas.
La Espada de la Verdad (solo anime)
Cuando los superhéroes de la justicia se disponían a reclamar la Espada de la Verdad, que representa la paz y la justicia, se encuentran con un grupo de antihéroes malvados, liderados por el Barón Sucio, que también ansían el trofeo.
Combate de Supervivencia por el Trono de Kinniku (#274-387)
Tras los éxitos logrados por Kinnikuman, su padre, el rey Mayumi, decido dejar a su hijo Sugurú sucederle en el trono. Temiendo el poder de Kinnikuman, los Cinco Dioses Malvados eligen a cinco príncipes destinados al trono para desafiar a Suguró por el trono, esta es la saga más seria. En esta saga, Kinnikuman se tendrá que enfrentar a equipos liderados por cada uno de los supuestos príncipes herederos del trono: Kinnikuman Big Body, Kinnikuman Mariposa, Kinnikuman Zebra, Kinnikuman Soldier (que resulta ser el hermano de Suguru, Ataru Kinniku) y Kinnikuman Super Phoenix.
Warsman Begins - Confesiones tras la máscara (Kinnikuman, Tomo 37, capítulo 1)
Un capítulo especial que ocurre antes de las finales de las 21 olimpiadas de superhéroes, en donde Warsman recuerda su pasado, sus orígenes e incluso cuando conoció a Barracuda/Robin Mask.
Kinnikuman vs Terryman (Kinnikuman Nisei, Tomo 9, capítulo 1; Kinnikuman, Tomo 37, capítulo 2)
Tras ganar el derecho a heredar el trono de su padre, Kinnikuman se dispone a volver a casa. Terryman se da cuenta de que es su última oportunidad para una batalla decisiva para ver quien es más fuerte, así que le pide a Kinnikuman si puede pelear contra él. Suguru acepta, y los dos entrenan como nunca antes lo habían hecho. Terryman le propone a Natsuko casarse después del combate, pero ella resulta gravemente lastimada en un accidente de tránsito. Ella no quiere que su accidente afecte el combate de Terryman e insiste en que no cancele el desafío.
La boda de Kinnikuman (Kinnikuman, Tomo 37 capítulo 3, 29ª aniversario de la serie)
En la noche de su boda con Bibinba, Kinnikuman permanece en la Tierra hasta que cumpla con un último favor, un combate de sparring contra todos sus aliados superhéreoes.
Kinnikuman (continuación) (388-; online (Shu-Play website, 2011-a la fecha)
Un tratado de paz entre los tres bandos de superhéroes (Idol, Perfectos & Malvados, representados por Terryman, Neptuneman y Ashuraman respectivamente) se ha firmado luego de que Kinnikuman se convirtiera en el rey de su planeta natal. Sin embargo, un nuevo peligro llega en tiempos de paz: los "Perfect Large Numbers", liderados por Strong The Budo, los cuales reclaman que Neptuneman ya no representa más a los Superhéroes Perfectos, destruyendo el papel. Tras una pelea entre Tireman, uno de los Large Numbers, y Terryman, los otros superhéroes Perfectos desafían a Kinnikuman y al resto de los Idol Choujin, estos últimos estando en suspensión médica luego de las peleas de la lucha de sobrevivencia por el trono Kinniku, a un combate de supervivencia simple. Sin embargo, mientras Kinnikuman acepta el desafío, los siete superhéroes diabólicos originales, siguiendo las órdenes de un líder desconocido, entran a la competencia... y no están peleando del lado de los Idol Choujin.

## Tipos de Superhéroes
Superhéroes de la Justicia (正義超人 Seigi Chōjin?)
Son aquellos superhéroes que usan sus poderes para hacer el bien y venerar a su diosa Neka. Se dice que hay unos 1000 en la Tierra. Entre ellos se encuentran Kinnikuman, Terryman o algunos villanos que vuelven reconvertidos como Ashuraman.
Superhéroes Brutales (残虐超人 Zangyaku Chōjin?)
Superhéroes que disfrutan con combates brutales y matando a sus adversarios. Brokenman y Ramenman en sus inicios son ejemplos de Superhéroes Brutales.
Superhéroes del Diablo (悪魔超人 Akuma Chōjin?)
Superhéroes que han vendido su alma a Satán a cambio de poder y luchan como demonios en su nombre. Perder contra ellos significa la muerte. Entre ellos se encuentran Buffaloman, Ashuraman y Akuma Shogun.
Superhéroes Perfectos (完璧（パーフェクト）超人 Kanpeki（Pāfekuto）Chōjin?)
Sin nadie capaz de rivalizar con su poder, estos superhéroes trascienden las emociones humanas convirtiéndose en semidioses, con el objetivo de castigar la debilidad. Tienen tres estrictas reglas: 1) Nunca usar un arma. 2) Nunca mostrar tu espalda al enemigo. 3) No se tolera la derrota bajo ningún concepto. Neptuneman y el Gran Budo son ejemplos de Superhéroes Perfectos.
- En la secuela "Kinnikuman Nisei", los Superhéroes Brutales, Perfectos y del Diablo se engloban todos como Superhéroes Malvados (悪行超人 Akugyo Chōjin?).

Superhéroes Cíborg (ロボ超人 Robo Chōjin?)
Superhéroes que son mitad máquina, como Warsman o Motorman.
Los Cinco Príncipes Destinados (運命の五王子 Unmei no Go Ōji?)
Superhéroes poseídos por dioses malvados y bendecidos con un gran poder. Los Cinco Príncipes son Super Phoenix, Soldier, Zebra, Mariposa y Big Body.
Superhéroes Psicópatas (Psycho Chōjin)
Provenientes del Planeta Demonio, poseen una poderosa armada especial con la que someten planetas enteros. Su líder es Gunshi Yama Khan.
Los Super Malvados (Heinous Chōjin)
Son Superhéroes de un mundo alternativo donde predomina el caos y la maldad. Como Superhéroes tienen derecho a competir contra los Superhéroes de la Justicia por la Espada de la Verdad. Entre ellos se encuentran el Barón Sucio y Bakuto.

## Personajes

### Exterminación de Monstruos
- Kinnikuman: el protagonista de la serie y príncipe del Planeta Kinniku. Habitualmente torpe e idiota, cuando las cosas se ponen realmente mal es capaz de demostrar un enorme poder, una resistencia fuera de lo habitual y una suerte increíble. Su comida favorita es el estofado de carne (arroz con buey) y el ajo le da fuerza. Su nombre real es Suguru Kinniku.
- Alexandria Meat: el compinche de Kinnikuman. Es mucho más listo que Kinnikuman, pero mucho más flojo que él. Suele reprocharle a Suguru su estupidez.
- Terryman: un superhéroe de Texas que termina siendo el mejor amigo de Kinnikuman. Al contrario que Kinnikuman, Terryman destaca por ser tan fuerte como inteligente.
- Mayumi Kinniku: padre de Kinnikuman y el 57.º rey del planeta Kinniku. A pesar de sentirse constantemente avergonzado del comportamiento estúpido de su hijo, siempre se deja la piel animándole en los combates.
- Sayuri Kinniku: reina del planeta Kinniku, esposa de Mayumi y madre de Kinnikuman.
- Kinkotsuman: hombre de hueso y tendón, autoproclamado archirrival de Kinnikuman. A pesar de tener brillantes planes, su torpeza y la de sus compinches termina echándolo todo a perder.
- Iwao: monstruo de roca, acompañante constante de Kinkotsuman, al que llama "maestro".
- Natsuko Shōno: una joven reportera de Osaka, interesada en superhéroes para la revista "Héroe Semanal". Aunque Kinnikuman trata de ganar su atención, finalmente Natsuko termina enamorándose de Terryman, con el que termina casándose y teniendo un hijo.
- Mari Nikaidō: profesora de párvulos que inexplicablemente se enamora de Kinnikuman. En el anime se convierte en el centro de atención del superhéroe pero en el manga se olvida de Kinnikuman tras la llegada de Bibinba.
- Detective Gobugari: Inspector de policía. Cuando hay problemas él y sus hombres aparecen disparando en todas direcciones y se marchan sin haber solucionado nada. En el manga solo aparece en dos historias mientras que en el anime aparece prácticamente en todos los episodios en clave de humor, primero persiguiendo a Kinkotsuman, después como su camarada.
- Yosaku: un tipo extraño que trabaja en el restaurante favorito de Kinnikuman de arroz con buey. Le gusta hacer su particular danza desnuda siempre que hay una cámara de televisión cerca.
- Nachiguron: también conocido como Moreno en la versión catalana, y como Natigrón en la versión hispanoamericana, es un monstruo débil que se asusta de los humanos. Kinnikuman iba a enfrentarse con él pero viendo que no era ninguna amenaza lo deja estar. Desde entonces Nachiguron siente un gran respeto por Kinnikuman y le anima siempre que puede.

### La 20.ª Edición de las Olimpiadas de Superhéroes
- Robin Mask: un superhéroe de la nobleza británica, poseedor del título de campeón al comienzo de las Olimpiadas.
- Ramenman: luchador chino, conocido por su estilo brutal de combate. Su popularidad entre los fanes le hizo ganarse su propio spin-off, Tatakae!! Ramenman.
- Harabote Muscle: presidente del Comité Intergaláctico de Superhéroes. Es un viejo conocido y rival del Rey Kinniku.
- Brockenman: un superhéroe nazi que aspira a dominar el mundo. Es el padre de Brocken Jr.
- Curry Cook: luchador brutal de la India, primer rival serio de Kinnikuman.
- Kani Base: superhéroe proveniente de Italia que tiene pinzas como manos, lo que le dará cierta dificultad para vencer en la ronda de piedra, papel y tijera.
- Specialman: superhéroe estadounidense, amigo de Terryman.
- Canadianman: representante de Canadá, el más conocido de los superhéroes sin ningún papel en la serie.
- Yoshigai y Hiroshi Tazahama/Kazuo Nakano: son los comentaristas de los combates. Tazahama fue sustituido por Nakano en el anime.

### Tour Americano
- Prince Kamehame: un antiguo campeón de Hawái, que se convertirá en entrenador de Kinnikuman.
- Jesse Maivia: campeón de Hawái.
- Skull bose: campeón de la federación de superhombres.
- Beauty Rhodes: campeón del consejo de superhombres.

### Exterminación de Monstruos: Capítulo II
- Brocken Jr.: superhéroe alemán que busca venganza contra Ramenman.
- Bibinba: de la tribu de los Horumon, rivales de los Kinniku. Termina enamorándose de Kinnikuman.

### La 21.ª Edición de las Olimpiadas de Superhéroes
- Warsman: un superhéroe cyborg, proveniente de la Unión Soviética. Su entrenador es Barracuda.
- Wolfman: superhéroe japonés, experto en sumo. Conocido como Rikishiman en el anime.
- Pentagon: representante de los Estados Unidos, un superhéroe con cara estrellada y alas de ángel.

### Los Siete Superhéroes del Diablo
Cada uno de estos superhéroes tenía una parte de Mitsú.
- Agujero Negro (Black Hole) - Primo de Pentágono, representa al triángulo de las Bermudas. Es un guerrero de la cuarta dimensión y tiene un agujero en su cabeza, que sirve de entrada a otra dimensión, como un agujero negro.
- Buffaloman - Es un toro español que basa muchos de sus ataques en sus cuernos (long horns). Es el líder de los Superhéroes del Diablo.
- Mongolman - Ramenman vestido de incógnito, con la máscara curativa que le permite salir del coma y volver a luchar.
- Cassete King - Luchador de Bélgica. Tiene grabadas en cinta las habilidades de diversos superhéroes que puede emplear a placer.
- Springman - Luchador de Grecia. Es un muelle viviente.
- Atlantis - Luchador de Australia, de apariencia reptiliana, experto en el combate subacuático.
- Mister Khamen - Luchador de Egipto, basado en Tutankamón, basa sus técnicas en el arte de la Momificación.
- Montaña Fuerte (The Mountain) - Luchador del Everest. Es todo piedra y fuerza bruta.

### La Máscara de Oro
- Akuma Shogun: líder de los Caballeros del Diablo y hermano del Dios de la Máscara de Plata.
- Ashuraman: luchador de seis brazos y tres caras (sonriente, enfado y sangre fría) que alterna dependiendo de su estilo de combate. Más tarde revela que es un príncipe demoníaco.
- Rayo de Sol (Sunshine): originario de Perú, un superhéroe de arena que puede adoptar varias formas.
- El Ninja - Un superhéroe ninja.
- Planetman: superhéroe basado en cuerpos celestes. Su cuerpo está compuesto por planetas, siendo su cabeza el legendario planeta Vulcano.
- Sneagator: luchador del Congo. Puede adoptar diversas formas, todas ellas reptilianas.
- Junkman: conocido como El Gladiador, experto en hacer sangrar a sus adversarios hasta debilitarlos o matarlos.
- Gerónimo: un joven cherokee cuya condición de humano no le impedirá enfrentarse a los Caballeros del Diablo.
- Kinkotsu-Obaba: personaje exclusivo del anime, se trata de la tía (por parte de madre) de Kinkotsuman. Le gusta ver los combates en su bola de cristal y posee poderes para teletransportar personas a otros lugares e incluso a través del tiempo. Le gusta flirtear con el Detective Gobugari.

### Torneo por Parejas de Superhéroes de Ensueño
- "Muscle Brothers"
  - Equipo formado por Kinnikuman y Kinnikuman Great
- "20 Millones de Poder"
  - Formado por Buffaloman (10.000.000 de Poder Chjōin) y Mongolman (conocedor de 10.000.000 técnicas de combate).
- "Combo Maestro/Estudiante"
  - Formado por Robin Mask y Warsman
- "Las Nuevas Ametralladoras"
  - Formado por Terryman y Gerónimo
- "Los Superhéroes del Diablo Perdidos"
  - Equipo formado por Ashuraman y Sunshine.
- "Asesinos de la 4.ª Dimensión"
  - Equipo formado por Black Hole y su primo Pentagon.
- "Combo Más Peligroso"
  - Equipo formado por Brocken Jr. y Wolfman. Fueron derrotados justo antes de su combate contra los 20 Millones de Poder por la Patrulla de Exploración de los Superhéroes Perfectos.
- "Grandes Bombarderos"
  - Equipo formado por Canadianman y Specialman. Fueron derrotados y reemplazados por los Superhéroes del Diablo Perdidos antes de empezar el torneo.
- "Combo Del Juego Asesino"
  - Equipo formado por Chico Tornillo y Kendaman
    - Chico Tornillo (Screw Kid): procedente de Nevada y servidor de Big Budo. Uno de los Superhéroes Perfectos. Tras su derrota contra los 20 Millones de Poder atacó por sorpresa a Big Budo temiendo su ira pero fue reducido a escombros por el poder de su maestro. Puede extender afilados taladros de sus manos y rodillas.
    - Kendaman: compañero del Chico Tornillo. Su cabeza está unida a su muñeca por una cadena y puede emplearla como arma. Tras la derrota trató de huir pero fue interceptado por Neptuneman.
- "Misionarios del Infierno"
  - Equipo formado por Neptuneman y Big Budo.
    - Neptuneman: superhéroe Perfecto de Inglaterra, conocido anteriormente como Kenkaman.
    - Big Budo: superhéroe Perfecto enmascarado, con indumentaria kendo. Resultó ser en realidad Neptune King

### Superhéroes Psicópatas
- Gunshi Yama Khan: líder de los Superhéroes Psicópatas.
- Kareiyasu: experto en transformaciones.

### La Espada de la Justicia
- Baron Sucio (Dirty Baron): líder de los Super Malvados y responsable de la traición de Buffaloman al convertirlo en su hermano.
- Salvaje Bakuto: No tiene huesos pero sus músculos son tan fuertes como ellos. Su estilo de combate se basa en cartas.
- Baracky: puede separar su cuerpo. Su nombre procede de la onomatopeya 'bara' que significa caer aparte.
- Jiraiyer: compañero de Gudon. Derrotado por la variante del puente de la torre de Robin.
- Gudon: compañero de Jilliar. Derrotado por la variante del puente de la torre de Robin.
- Blue Docky: compañero de Magnum. Derrotado por el viento asesino de Siberia de Warsman.
- Gran Magnum: compañero de Blue Docky. Derrotado por el viento asesino de Siberia de Warsman.

### Combate de Supervivencia por el Trono del Planeta Kinniku
- Ataru Kinniku es el hermano mayor de Kinnikuman, el cual asesina a Soldierman y toma su lugar como Kinnikuman Soldier. Muere en la pelea contra Kinnikuman Super Phoenix, aunque antes de ser derrotado le enseña a su hermano la versión Ataru del Muscle Spark, la cual junto a la versión Suguru, sería posible realizar el Muscle Spark completo. Resucita junto con otros superhéroes al final de la saga gracias a Kinnikuman.
- Motorman es del equipo de Kinnikuman Zebra. Muere partido en dos por Ramenman.
- The Samurai es en realidad Neptuneman, que volvió a la vida de manera ilegal. Muere asesinado por Omegaman en la final tras ser quemada su páginal del Muscle Prophecy Book.
- Kinnikuman Super Phoenix: originalmente Phoenixman, es poseído por el dios de la inteligencia. Desde antes de aquel incidente creía ser el príncipe destinado al trono. Sufría de una enfermedad del corazón. Muere en la final al recibir el Muscle Spark de 70 millones de poder por parte de Kinnikuman, pero es revivido por este último.
- Mammothman: un superhéroe mamut con sed de sangre. Es asesinado gracias a un tower bridge hacia las cuerdas que Robin Mask le propinó con ayuda de Kinnikuman y The Samurai antes de morir debido a que su página del libro de las profecías se quemó.
- The Omegaman: un cazador de superhéroes enviado por Choujin Enma. Su misión era traer de vuelta a los superhéroes que se habían escapado del infierno (caso de Neptuneman). Originalmente era un Superhéroe Perfecto al servicio de Neptune King. En la final, su cuerpo fue poseído por el espíritu del príncipe Kamehame para enseñarle las 52 Submisiones de Kamehame a Kinnikuman, lo cual le sirvió a este último para derrotarlo. Muere debido a que su página de la profecía se quemó debido a su derrota por el Muscle Spark perfecto de Kinnikuman.
- Prisman: un superhéroe prismático que podía captar los rayos del sol y canalizarlos en un rayo que podía ser capaz de destruir a cualquier superhéroe. Muere derrotado por Ramenman.
- Satan Cross: originalmente conocido como Samson Teacher, era el mentor de Ashuraman, el cual perdió sus piernas al tratar de salvar a Ashuraman cuando era pequeño. El dios de la inteligencia le ofreció recuperar su movilidad y darle más poderes si se volvía su sirviente. Así se convirtió en Satán Cross, el cual fue derrotado y asesinado por Kinnikuman con el Muscle Spark perfecto, no sin antes destruir el parásito que lo controlaba y volver a ser Samson Teacher.

## Emisión internacional
Fuera de Japón, la serie principal fue emitida primero en Francia, donde sufrió de una fuerte censura por sus niveles de violencia y sangre, pero también sufrió una censura grave de imágenes ofensivas para el público europeo, a tal grado de eliminar la pelea de Brocken Jr. y Ramenman por argumentar que el primero era un nazi del bien, resultando contradictorio a los ideales antinazis de los franceses y el resto de Europa. Canal 33 de Cataluña fue el primero en adquirirla, y Canal 9 de Valencia la adquirió a los catalanes. Solo en Canal 33 de Cataluña la serie fue emitida completa, pero también sufrió de la censura de imágenes y omisión de capítulos debido al personaje de Brocken Jr.. Para Hispanoamérica, el único país en haber sido emitida la serie fue en Chile. La distribuidora Cloverway fue la encargada de traer la serie y el doblaje fue hecho en Chile, en los estudios del actor de voz Jorge Araneda: Technoworks Ltda. y emitidos en Chilevisión (2000-2002), Etc...TV (2000 , 2003,2023), UCV TV y afiliados (2003) y TVU. Cabe señalar que en su emisión en Chile, si bien los diálogos son una traducción totalmente fiel a la versión japonesa, sufrió de una fuerte censura de escenas de parte de la empresa de doblaje en los episodios 34, 35, 36 y 38; irónicamente no fue por la violencia, sino que, al igual que en Europa, por el personaje de Brocken Jr. Pese a los fuertes tijeretazos que sufrió, no se omitieron capítulos durante la emisión. Por esa razón, pese a haber tenido bastante éxito y haber dejado una base sólida de fanáticos en ese país, solo doblaron los primeros 52 episodios debido a un robo que sufrió el estudio y les fue imposible seguir trabajando en el doblaje que estaban efectuando.